# 中島明
中島 明（なかじま あきら、1947年 ‐ ）は、日本の元外交官。
スウェーデン駐箚特命全権大使、セネガル駐箚特命全権大使などを歴任した。

## 略歴
1947年生。1970年3月東京大学法学部卒業。1970年4月外務省入省、1971年7月在外上級研修（フランス）を経て、1987年2月国際連合局原子力課長、1989年3月文化交流部文化第一課長。1995年7月外務参事官（経済協力局担当）、1997年3月大臣官房審議官（文化交流部担当）。
1998年6月在リオデジャネイロ総領事、2001年1月朝鮮半島エネルギー開発機構（KEDO）事務局次長（在ニューヨーク）勤務の後、2002年9月駐セネガル特命全権大使 兼 駐カーボベルデ特命全権大使 兼 駐ガンビア特命全権大使 兼 駐ギニアビサウ特命全権大使 兼 駐マリ特命全権大使 兼 駐モーリタニア特命全権大使。
2007年3月査察担当大使を経て、2007年6月駐スウェーデン特命全権大使 兼 駐ラトビア特命全権大使。2010年10月退官。